# 安妮·佩尔蒂埃
安妮·佩尔蒂埃（法語：Annie Pelletier，1973年12月22日—），加拿大女子跳水运动员。她曾代表加拿大参加1996年夏季奥林匹克运动会跳水比赛，获得一枚铜牌。她也曾参加1995年泛美运动会。